# Mihail Leonyidovics Gromov
Mihail Leonyidovics Gromov (névváltozatok: Mikhail, Michael, Misha, Михаил Леонидович Громов) (Bokszitogorszk, Oroszország, 1943. december 23. –) orosz–francia matematikus. Fontos eredményeket ért el a metrikus geometriában, a szimplektikus geometriában és a geometriai csoportelméletben. 2010-ben a Magyar Tudományos Akadémia tiszteleti tagjává választották.
Leningrádban Vlagyimir Abramovics Rohlin doktorandusza volt. A Leningrádi Egyetem tanársegéde (1967–1974), majd a New York-i Egyetem (Stony Brook) professzora volt (1974–1981). A párizsi VI Egyetem professzora (1981–1982), majd a Természettudományi Főiskola professzora (1982–).

## Fontosabb eredményei
- Bebizonyította John Milnor és Joseph A. Wolf sejtését: egy végesen generált csoport pontosan akkor polinomiális növekedésű (azaz a generátorelemekből készített n-tényezős szorzattal megkapható elemek száma legfeljebb n polinomja), ha van véges indexű nilpotens részcsoportja.

## Díjai
- Oswald Veblen-díj: 1981
- Élie Cartan-díj (1984)
- Matematikai Wolf-díj (1993)
- Steele-díj (1997)
- Lobacsevszkij-érem (1997)
- Balzan-díj (1999)
- matematikai Kiotó-díj (2002)
- matematikai Nemmers-díj (2004)
- Bolyai János nemzetközi matematikai díj (2005)
- Abel-díj (2009)